# Makropenis
Makropenis ist die medizinische Bezeichnung für einen anatomisch ungewöhnlich großen Penis.
Das Gegenteil wird als Mikropenis bezeichnet.
Synonyme: Makrophallie; Macrophallus; Megalopenis; Megalophallus
Als ungewöhnlich groß gilt beim Neugeborenen eine Penislänge von 2,5 Standardabweichungen oberhalb des altersbezogenen Mittelwertes.

## Ursache
Zugrunde liegt meist ein abnormal erhöhter Plasmaspiegel an Testosteron, kann aber auch als isolierte Anomalie auftreten.
Bei einigen Syndromen kann es zu einem Makropenis kommen:
- Ruvalcaba-Myhre-Smith-Syndrom
- Progressive Lipodystrophie
- Roberts-Syndrom
- Lenz-Syndrom
- Beckwith-Wiedemann-Syndrom

## Klinische Erscheinungen
Klinisches Merkmal ist ein übernormal großer Penis, entweder bereits bei oder kurz nach der Geburt, stets vor der Pubertät.